# 眼帶鳚鰕虎
眼帶鳚鰕虎（学名：Gunnellichthys curiosus），又名眼帶鳚鰕虎魚，为蚓鰕虎科鳚鰕虎魚屬下的一个种。该物种分布于印度洋和太平洋海域，西至塞舌尔和毛里求斯，东至夏威夷群岛。